# Кав-Гед
Кав-Гед (англ. Cow Head) — містечко в Канаді, у провінції Ньюфаундленд і Лабрадор.

## Населення
За даними перепису 2016 року, містечко нараховувало 428 осіб, показавши скорочення на 9,9%, порівняно з 2011-м роком. Середня густина населення становила 24 осіб/км².
З офіційних мов обидвома одночасно володіли 5 жителів, тільки англійською — 420.
Працездатне населення становило 56,4% усього населення, рівень безробіття — 30,2% (33,3% серед чоловіків та 26,1% серед жінок). 88,7% осіб були найманими працівниками, а 13,2% — самозайнятими.

## Клімат
Середня річна температура становить 3,2°C, середня максимальна – 18,7°C, а середня мінімальна – -12°C. Середня річна кількість опадів – 1 214 мм.
| Клімат поселення                              | Клімат поселення | Клімат поселення | Клімат поселення | Клімат поселення | Клімат поселення | Клімат поселення | Клімат поселення | Клімат поселення | Клімат поселення | Клімат поселення | Клімат поселення | Клімат поселення | Клімат поселення |
| Показник                                      | Січ.             | Лют.             | Бер.             | Квіт.            | Трав.            | Черв.            | Лип.             | Серп.            | Вер.             | Жовт.            | Лист.            | Груд.            |                  |
| Середній максимум, °C                         | −3,75            | −4,6             | −0,75            | 4,50             | 8,35             | 13,00            | 17,60            | 18,65            | 14,20            | 9,00             | 4,20             | −1,3             |                  |
| Середня температура, °C                       | −7,45            | −8,3             | −4,5             | 0,75             | 4,65             | 9,30             | 14,40            | 15,50            | 11,00            | 5,80             | 1,00             | −4,5             |                  |
| Середній мінімум, °C                          | −11,2            | −11,95           | −8,15            | −2,9             | 1,00             | 5,60             | 11,20            | 12,30            | 7,85             | 2,60             | −2,2             | −7,7             |                  |
| Норма опадів, мм                              | 128              | 96               | 78               | 68               | 82               | 107              | 98               | 114              | 112              | 111              | 108              | 112              |                  |
| Середньомісячна швидкість вітру, м/с          | 5.30             | 4.90             | 5.00             | 4.70             | 4.40             | 4.20             | 4.00             | 4.10             | 4.50             | 4.80             | 5.10             | 5.30             |                  |
| Середньомісячна сонячна радіація, кДж/м²·день | 3377             | 6498             | 10936            | 14789            | 17878            | 19165            | 18492            | 15604            | 11414            | 6788             | 3639             | 2538             |                  |
| --------------------------------------------- | ---------------- | ---------------- | ---------------- | ---------------- | ---------------- | ---------------- | ---------------- | ---------------- | ---------------- | ---------------- | ---------------- | ---------------- | ---------------- |
| Джерело:                                      |                  |                  |                  |                  |                  |                  |                  |                  |                  |                  |                  |                  |                  |